# تویوتا کریسیدا

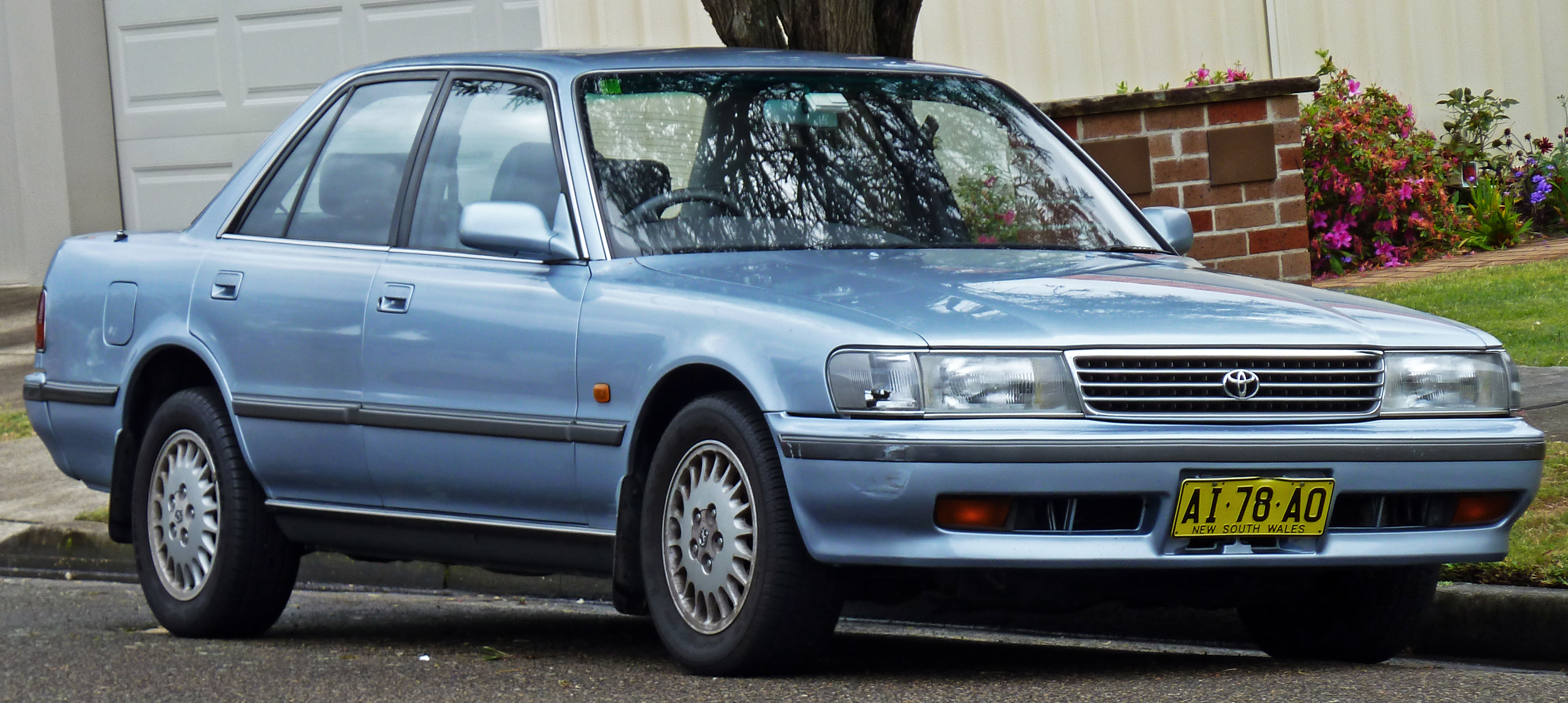
تویوتا کریسیدا گرند سدان مدل 1991

تویوتا کریسیدا (Toyota Cressida) خودرویی است که در سال‌های ۱۹۷۶ تا ۱۹۹۲در ۵ مدل یا تیپ مختلف درتویوتا، آیچی و ژاپن تولید شده‌است. طراحی آن خودروهای موتور جلو-محور عقب بوده‌است.
ب مدل‌های ساخته شده می‌توان ب
تیپ‌های XL_GL_GLX_GTX_supersallon اشاره کرد
این خودرو دارای ۳ مدل موتور نصب شده بر روی ۵ مدل مختلف می‌باشد
موتورهای 22R_5M_7M روی این خودرو نصب شده
ک نمونه 22R مدل پایه آن ۴ سیلندر ۸ سوپاپ کاربراتوری ساده‌ترین موتور می‌باشد